# Mantisatta longicauda
Mantisatta longicauda är en spindelart som beskrevs av Cutler, Wanless 1973. Mantisatta longicauda ingår i släktet Mantisatta och familjen hoppspindlar. Inga underarter finns listade i Catalogue of Life.